# 魅惑II -ネオ・エゴイスト!-
ロマンチック・レビュー『魅惑II ‐ネオ・エゴイスト!‐』（みわく2、フランス語：Égoĩste）は宝塚歌劇団星組で上演されたレビュー作品。24場。ロマンチック・レビュー第11弾。作・演出は岡田敬二。
公演期間と公演場所は1997年5月9日から6月23日に宝塚大劇場、1997年8月3日から8月30日に東京宝塚劇場であった。
併演作品は『誠の群像 -新選組流亡記-』。

## 概要
このレビューは男役の魅力を追求した作品で、題名は1983年、同じ作家によって上演したレビュー作品『魅惑』（出演：瀬戸内美八他）に由来する。副題名の「エゴイスト」は利己主義者の意味である。なお、この作品で月影瞳がトップ娘役となったのち、雪組に組替えし、麻路さきとは最初で最後の星組トップスターコンビとなった。

## 場面
第一章　ネオ・エゴイスト
- 音楽：宮原透
- 振付：羽山紀代美

エゴイストの歌手が新しいヒーローを迎える期待感を歌に込める。ネオ・エゴイストは新しい時代の夜明けを歌う。
- ネオ・エゴイスト歌手1 - 麻路さき
- ネオ・エゴイスト歌手2 - 稔幸
- ネオ・エゴイスト歌手3 - 紫吹淳
- ネオ・エゴイスト歌手4 - 絵麻緒ゆう
- カルテット歌手 - 久城彬、朝宮真由、高央りお、眉月凰

第二章　風のロンド
- 音楽：宮原透
- 振付：尚すみれ

ペガサスの羽根にエンタシスの柱のセット。大勢の乙女達が恋を夢見て踊っている。そこへペガサスの王子が貴族の若者達と登場。緩やかな恋の風が吹く。
- アフロディテ - 月影瞳
- ペガサスS - 湖月わたる
- ペガサス - 音羽椋、眉月凰、達つかさ、久遠麻耶、朝澄けい、真飛聖
- 風の妖精A - 貴柳みどり、万理沙ひとみ、陵あきの、白鳥ゆりえ、羽純るい、妃里梨江
- 風のロンド歌手 - 出雲綾

第三章　テーマ曲
- 音楽：吉崎憲治
- 振付：羽山紀代美

3人のネオ・エゴイストが時代の息吹を感じながら、個性豊かに生きようと歌う。
- ネオ・エゴイスト - 稔幸、紫吹淳、絵麻緒ゆう

第四章セレナータ
- 音楽：吉崎憲治
- 振付：尚すみれ

豪華なクルーザーの一室。プレイボーイがかつての恋人達の思い出にふける。
- ヴァレンチノ - 麻路さき
- フランソワーズ - 月影瞳
- ジョアンナ - 出雲綾
- マドンナ - 万里柚美
- アンナ - 朋舞花
- ルクレツィア - 陵あきの

間奏曲(1)ハートブレイカー
- 音楽：高橋城
- 振付：御織ゆみ乃

スーツ姿の青年が恋人を想って歌う。
- ハートブレーカー - 紫吹淳

第五章ビギン・ザ・ビギン
- 音楽：甲斐正人
- 振付：黒瀧月紀夫

"ビギン・ザ・ビギン"の様々なバリエーションで男女が歌い踊る。
- ビギンの男S - 麻路さき
- ビギンの男S2 - 紫吹淳
- ビギンの男S3 - 絵麻緒ゆう
- ビギンの男S4 - 湖月わたる
- ビギンの男S5 - 彩輝直
- ビギンの女S - 月影瞳
- ビギンの女S2 - 朋舞花
- ビギンの女S3 - 陵あきの
- ビギンの歌手男 - 稔幸
- ビギンの歌手女 - 出雲綾

間奏曲(2)ザ・ダンディー
- 音楽：高橋城
- 振付：喜多弘

タキシード姿の青年が恋人との思い出を回想する。
- ザ・ダンディー - 絵麻緒ゆう
- レディS - 陵あきの

第六章哀しみの詩
- 音楽：甲斐正人
- 振付：羽山紀代美

巨大な教会のステンドグラスの光の中。ジュリアンが愛する女性・マチルドを想って歌う。マチルドを愛する青年・シャルルが恋心を歌うと、彼の心のカゲが心情を踊る。キャンドルがゆらめく地下の基地。マチルドに恋するクロードが恋の苦しみを踊る。
- クロード - 麻路さき
- マチルド - 月影瞳
- ジュリアン - 稔幸
- シャルル - 紫吹淳
- 哀しみの女A - 出雲綾、万里柚美、朋舞花、貴柳みどり
- パッション - 英真なおき、希佳、湖月わたる、久城彬、大洋あゆ夢、彩輝直、朝宮真由、音羽椋、眉月凰、達つかさ

第七章スーパー・ロケット
- 音楽：高橋城
- 振付：喜多弘

平均身長168cmのスーパー・ロケット・ダンサーズによるロケットダンス。
- スーパー・ロケットS - 希佳
- スーパー・ロケットA - 久城彬、彩輝直、朝宮真由、音羽椋

間奏曲(3)ザ・プレーボーイ
- 音楽：高橋城
- 振付：御織ゆみ乃

プレイボーイがハッピーな恋の思い出を歌う。
- プレイボーイ - 稔幸

第八章I am proud of myself
- 音楽：吉崎憲治
- 振付：羽山紀代美

ネオ・エゴイストが、個性を大切にしてきた自分自身の生き方について歌う。
- ネオ・エゴイストの歌手 - 麻路さき
- 踊る女S - 月影瞳
- 踊る男A - 稔幸、紫吹淳、絵麻緒ゆう

第九章フィナーレ
- 音楽：高橋城
- 振付：尚すみれ

華やかなラテン風のパレード。
- フィナーレの歌手男S - 麻路さき
- フィナーレの歌手女S - 月影瞳
- フィナーレの歌手 - 稔幸、紫吹淳、絵麻緒ゆう、湖月わたる、彩輝直
- エトワール - 秋園美緒

## 主な配役（一部）及び出演者
- [1]ネオ・エゴイスト歌手1、ヴァレンチノ、ビギンの男S、クロード、ネオ・エゴイストの歌手、フィナーレの歌手男S - 麻路さき
- [1]アフロディテ、フランソワーズ、ビギンの女S、マルチド、踊る女S、フィナーレの歌手女S - 月影瞳
- [1]ネオ・エゴイスト歌手2、ネオ・エゴイスト、ビギンの歌手男、ジュリアン、プレイボーイ、踊る男A、フィナーレの歌手 - 稔幸

- [1]ネオ・エゴイスト歌手3、ネオ・エゴイスト、ハートブレーカー、ビギンの男S2、シャルル、踊る男A、フィナーレの歌手 - 紫吹淳
- 絵麻緒ゆう
- 湖月わたる
- 彩輝直

他、宝塚歌劇団星組生徒。

## スタッフ
- 作・演出：岡田敬二[1][2]
- 作曲・編曲：吉崎憲治[1]、高橋城[1]、甲斐正人[1]、宮原透[1]
- 音楽指揮：佐々田愛一郎（宝塚）[1]、伊沢一郎（東京）[2]
- 振付：喜多弘[1]、羽山紀代美[1]、尚すみれ[1]、黒瀧月紀夫[1]
- 装置：大橋泰弘[1]
- 衣装：任田幾英[1]
- 照明：勝柴次朗[1]
- 音響：加門清邦[1]
- 小道具：万波一重[1]
- 効果：木多美生[1]
- 訳詞：平野恵子[1]
- 歌唱指導：楊淑美[1]
- 演出助手[1]：植田景子、児玉明子
- 振付助手[1]：御織ゆみ乃、葵美哉
- 装置補：新宮有紀[1]
- 舞台進行：赤坂英雄[1]
- 演奏：宝塚管弦楽団（宝塚）[1]、東宝オーケストラ（東京）[2]
- 制作：木場健之[1]
- 舞台監督（東京）[2]：伏見悦男、田島准、柴田尚、沖恵、染谷信幸
- 製作担当（東京）：白杵吉春[2]
- 衣装生地提供：クラレ[1]
- 制作・著作：宝塚歌劇団